# Валкеанлампи
Ва́лкеанла́мпи (Валкеалампи; фин. Valkealampi) — озеро на территории Лоймольского сельского поселения Суоярвского района и Вяртсильского городского поселения Сортавальского района Республики Карелия.

## Общие сведения
Площадь озера — 0,7 км². Располагается на высоте 102,4 метров над уровнем моря.
Форма озера лопастная, продолговатая: вытянуто с севера на юг. Берега каменисто-песчаные, местами заболоченные.
Озеро поверхностных стоков не имеет, однако принадлежит к бассейну ручья Киекуанйоки.
В озере расположены два небольших безымянных острова.
Населённые пункты возле озера отсутствуют. Ближайший — посёлок городского типа Вяртсиля — расположен в 7,5 км к западу от озера.
Название озера переводится с финского языка как «белое лесное озеро».
Код объекта в государственном водном реестре — 01040300211102000013414.